# Pseudocollinella
Pseudocollinella är ett släkte av tvåvingar. Pseudocollinella ingår i familjen hoppflugor.
Kladogram enligt Catalogue of Life och Dyntaxa:
| Pseudocollinella | \| \| Pseudocollinella abhorrens \| \| \| \| \| \| Pseudocollinella aquilifrons \| \| \| \| \| \| Pseudocollinella arctopellucida \| \| \| \| \| \| Pseudocollinella attractans \| \| \| \| \| \| Pseudocollinella boreosciaspidis \| \| \| \| \| \| Pseudocollinella charlottensis \| \| \| \| \| \| Pseudocollinella flavilabris \| \| \| \| \| \| Pseudocollinella hirsutipellucida \| \| \| \| \| \| Pseudocollinella humida \| \| \| \| \| \| Pseudocollinella parapellucida \| \| \| \| \| \| Pseudocollinella parasciaspidis \| \| \| \| \| \| Pseudocollinella septentrionalis \| \| \| \| \| \| Pseudocollinella utapellucida \| \| \| \| |
|                  | \| \| Pseudocollinella abhorrens \| \| \| \| \| \| Pseudocollinella aquilifrons \| \| \| \| \| \| Pseudocollinella arctopellucida \| \| \| \| \| \| Pseudocollinella attractans \| \| \| \| \| \| Pseudocollinella boreosciaspidis \| \| \| \| \| \| Pseudocollinella charlottensis \| \| \| \| \| \| Pseudocollinella flavilabris \| \| \| \| \| \| Pseudocollinella hirsutipellucida \| \| \| \| \| \| Pseudocollinella humida \| \| \| \| \| \| Pseudocollinella parapellucida \| \| \| \| \| \| Pseudocollinella parasciaspidis \| \| \| \| \| \| Pseudocollinella septentrionalis \| \| \| \| \| \| Pseudocollinella utapellucida \| \| \| \| |
|                  | Pseudocollinella abhorrens |
|                  | |
|                  | Pseudocollinella aquilifrons |
|                  | |
|                  | Pseudocollinella arctopellucida |
|                  | |
|                  | Pseudocollinella attractans |
|                  | |
|                  | Pseudocollinella boreosciaspidis |
|                  | |
|                  | Pseudocollinella charlottensis |
|                  | |
|                  | Pseudocollinella flavilabris |
|                  | |
|                  | Pseudocollinella hirsutipellucida |
|                  | |
|                  | Pseudocollinella humida |
|                  | |
|                  | Pseudocollinella parapellucida |
|                  | |
|                  | Pseudocollinella parasciaspidis |
|                  | |
|                  | Pseudocollinella septentrionalis |
|                  | |
|                  | Pseudocollinella utapellucida |
|                  | |

## Bildgalleri

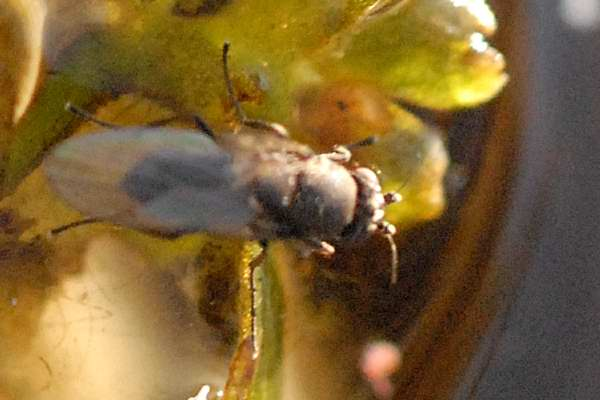